# Уралов, Сергей Яковлевич
Серге́й Я́ковлевич Ура́лов (20 июля 1900, Геническ, Российская империя — 10 декабря 1951, Москва, СССР) — советский оператор игрового и неигрового кино, фронтовой кинооператор Великой Отечественной войны.

## Биография
Родился в Геническе Таврической губернии (ныне — Украина). C 1923 года проходил службу в Красной армии. Член ВКП(б) с 1930 года. В 1932 году окончил Государственный техникум кинематографии (ныне — ВГИК), работал на Московском кинокомбинате (с 1935 года — «Мосфильм») в качестве второго оператора. Участвовал в создании фильмов «Тринадцать» (1936), «Александр Невский» (1938), «Синяя птица» (1940—1941; не завершён).
В годы Великой Отечественной войны был оператором в киногруппе 1-го Украинского фронта. Военинженер III ранга.
 После войны продолжил работать на ЦСДФ, помимо фильмов снимал сюжеты для кинопериодики: «Новости дня», «Пионерия», «Советский спорт», «Союзкиножурнал» и другой.
Скончался 10 декабря 1951 года.

## Фильмография
- 1935 — Хижина старого Лувена (совместно с П. Мершиным)
- 1940 — Закон жизни
- 1941 — 24 часа (короткометражный; не выпущен)
- 1942 — Парень из нашего города
- 1944 — Наш Киев (документальный; в соавторстве)
- 1946 — Наше сердце (совместно с Валентином Павловым)
- 1948 — Домашние животные (совместно с И. Клещом)
- 1948 — Край культурного животноводства
- 1949 — 1 Мая (ч/б вариант; в соавторстве)
- 1949 — Обновление земли (документальный; совместно с М. Глидером, С. Киселёвым, З. Фельдманом, В. Штатландом)
- 1949 — Советская Тува (не выпущен; в соавторстве)
- 1951 — В Московсков зоопарке (совместно с А. Левитаном)
- 1951 — День Воздушного Флота СССР (документальный; в соавторстве)

## Награды и премии
- орден Красного Знамени (29 сентября 1944)[4];
- медаль «За победу над Германией в Великой Отечественной войне 1941—1945 гг.»[2];
- Сталинская премия третьей степени (1951) — за цветную кинокартину «Обновление земли» (1949);
- медали СССР[2].